# 单位立方体

单位立方体

单位立方体是边长为 1 的立方体。三维单位立方体的体积是 1，表面积是 6。单位立方体也用来表示多于三维的 n 维空间中的“立方体”，通常表示 n 维坐标系中区间 [0, 1] 之间的 [0, 1]n 集合。